# Hekimoğlu Global Connect Travel Bursa Voleybol İhtisas Spor Kulübü 2022-2023
Questa voce raccoglie le informazioni riguardanti l'Hekimoğlu Global Connect Travel Bursa Voleybol İhtisas Spor Kulübü nelle competizioni ufficiali della stagione 2022-2023.

## Stagione
L'Hekimoğlu Global Connect Travel Bursa Voleybol İhtisas Spor Kulübü disputa la stagione 2022-23 senza alcuna denominazione sponsorizzata.
Partecipa al suo primo campionato di Efeler Ligi, classificandosi al decimo posto in regular season, mancando quindi la qualificazione ai play-off scudetto. In Coppa di Turchia, invece, raggiunge i quarti di finale, dove viene sconfitto dal Fenerbahçe.

## Organigramma societario
Area direttiva
- Presidente: Kadir Dağ

Area tecnica
- Allenatore: Tolga Altıntaş (fino a novembre[3]), Hüseyin Koç (da novembre[4])
- Allenatore in seconda: Hakan Ünsün
- Scoutman: Ozan Asar

## Rosa
| N° | Nome                 | Ruolo | Data di nascita   | Nazionalità sportiva |
| -- | -------------------- | ----- | ----------------- | -------------------- |
| 2  | Gökhan Çatal         | P     | 14 febbraio 1990  | Turchia              |
| 5  | Uğur Kılınç          | C     | 24 gennaio 1997   | Turchia              |
| 6  | Branimir Grozdanov   | S     | 21 maggio 1994    | Bulgaria             |
| 7  | Muhammet Delibaş     | O     | 18 marzo 1999     | Turchia              |
| 8  | Taha Sabah           | O     | 5 maggio 1994     | Turchia              |
| 9  | Mehmet Hacıoğlu      | S     | 29 maggio 1995    | Turchia              |
| 10 | Cansin Enaboifo      | S     | 9 luglio 1995     | Turchia              |
| 11 | Umut Özdemir         | L     | 1º settembre 1991 | Turchia              |
| 12 | Sercan Abanoz        | P     | 9 luglio 1986     | Turchia              |
| 14 | Gabriel Cavalcante   | S     | 14 aprile 1999    | Brasile              |
| 15 | Kadir Bircan         | C     | 10 aprile 1996    | Turchia              |
| 16 | Esat Dalgıç          | S     | 1º gennaio 1988   | Turchia              |
| 18 | Tymofij Polujan      | S     | 10 gennaio 1998   | Ucraina              |
| 19 | Bradley Gunter       | O     | 5 dicembre 1993   | Canada               |
| 25 | Cansın Hacıbekiroğlu | C     | 12 luglio 1987    | Turchia              |
| 40 | Metin Durmuş         | L     | 2 maggio 1989     | Turchia              |
| 75 | Aleksej Nalobin      | C     | 3 ottobre 1989    | Russia               |

## Statistiche

### Statistiche di squadra
| Competizione     | Punti | In casa | In casa | In casa | In trasferta | In trasferta | In trasferta | Totale | Totale | Totale |
| Competizione     | Punti | G       | V       | P       | G            | V            | P            | G      | V      | P      |
| ---------------- | ----- | ------- | ------- | ------- | ------------ | ------------ | ------------ | ------ | ------ | ------ |
| Efeler Ligi      | 22    | 13      | 6       | 7       | 12           | 2            | 10           | 25     | 8      | 17     |
| Coppa di Turchia | 6     | 0       | 0       | 0       | 1            | 0            | 1            | 4      | 2      | 2      |
| Totale           | -     | 13      | 6       | 7       | 13           | 2            | 11           | 29     | 10     | 19     |

G = partite giocate; V = partite vinte; P = partite perse

### Statistiche dei giocatori
| Giocatore        | Campionato | Campionato | Campionato | Campionato | Campionato | Coppa di Turchia | Coppa di Turchia | Coppa di Turchia | Coppa di Turchia | Coppa di Turchia | Totale | Totale | Totale | Totale | Totale |
| Giocatore        | P          | PT         | AV         | MV         | BV         | P                | PT               | AV               | MV               | BV               | P      | PT     | AV     | MV     | BV     |
| ---------------- | ---------- | ---------- | ---------- | ---------- | ---------- | ---------------- | ---------------- | ---------------- | ---------------- | ---------------- | ------ | ------ | ------ | ------ | ------ |
| S. Abanoz        | 21         | 20         | 13         | 6          | 1          | 3                | 0                | 0                | 0                | 0                | 24     | 20     | 13     | 6      | 1      |
| K. Bircan        | 16         | 14         | 10         | 3          | 1          | 4                | 16               | 6                | 7                | 3                | 20     | 30     | 16     | 10     | 4      |
| G. Çatal         | 25         | 21         | 10         | 5          | 6          | 4                | 11               | 8                | 3                | 0                | 29     | 32     | 18     | 8      | 6      |
| G. Cavalcante    | 6          | 16         | 14         | 2          | 0          | -                | -                | -                | -                | -                | 6      | 16     | 14     | 2      | 0      |
| E. Dalgıç        | 14         | 18         | 16         | 0          | 2          | 1                | 0                | 0                | 0                | 0                | 15     | 18     | 16     | 0      | 2      |
| M. Delibaş       | 16         | 21         | 20         | 1          | 0          | 3                | 3                | 3                | 0                | 0                | 19     | 24     | 23     | 1      | 0      |
| M. Durmuş        | 25         | 0          | 0          | 0          | 0          | 4                | 0                | 0                | 0                | 0                | 29     | 0      | 0      | 0      | 0      |
| C. Enaboifo      | 17         | 182        | 165        | 16         | 1          | 4                | 64               | 55               | 6                | 3                | 21     | 246    | 220    | 22     | 4      |
| B. Grozdanov     | 11         | 116        | 98         | 10         | 8          | -                | -                | -                | -                | -                | 11     | 116    | 98     | 10     | 8      |
| B. Gunter        | 23         | 419        | 361        | 25         | 33         | 4                | 85               | 69               | 4                | 12               | 27     | 504    | 430    | 29     | 45     |
| C. Hacıbekiroğlu | 17         | 25         | 19         | 5          | 1          | 4                | 23               | 14               | 6                | 3                | 21     | 48     | 33     | 11     | 4      |
| M. Hacıoğlu      | 18         | 130        | 110        | 16         | 4          | 4                | 42               | 36               | 4                | 2                | 22     | 172    | 146    | 20     | 6      |
| U. Kılınç        | 21         | 106        | 69         | 31         | 6          | 2                | 0                | 0                | 0                | 0                | 23     | 106    | 69     | 31     | 6      |
| A. Nalobin       | 25         | 224        | 140        | 61         | 23         | 3                | 15               | 8                | 5                | 2                | 28     | 239    | 148    | 66     | 25     |
| U. Özdemir       | 22         | 0          | 0          | 0          | 0          | 4                | 0                | 0                | 0                | 0                | 26     | 0      | 0      | 0      | 0      |
| T. Polujan       | 0          | 0          | 0          | 0          | 0          | -                | -                | -                | -                | -                | 0      | 0      | 0      | 0      | 0      |
| T. Sabah         | 15         | 88         | 73         | 6          | 9          | 3                | 8                | 6                | 1                | 1                | 18     | 96     | 79     | 7      | 10     |

P = presenze; PT = punti totali; AV = attacchi vincenti; MV = muri vincenti; BV = battute vincenti